# مجلة مكلور
 مجلة مكلور هي مجلة دورية شهرية مصورة؛ كانت تحرر في مدينة نيويورك من يونيو 1893 إلى مارس 1929، كانت تحظى بشعبية كبيرة خلال مطلع القرن العشرين. تُعزى هذه المجلة إلى أنها بدأت تقليد الصحافة الغريبة (الاستقصائية أو المراقبة أو الصحافة الإصلاحية)، وساعدت في توجيه البوصلة الأخلاقية لليوم.